# Cremastus longulus
Cremastus longulus là một loài tò vò trong họ Ichneumonidae.